# Stein Huysegems
Stein Huysegems (Herselt, 16 juni 1982) is een Belgische voormalig voetballer die doorgaans als aanvaller speelde. Hij kwam uit onder meer AZ, Feyenoord, FC Twente, KRC Genk, Roda JC, K. Lierse SK en Wellington Phoenix.

## Carrière

### K. Lierse SK
Huysegems begon met voetballen bij K. Lierse SK, waar hij in het seizoen 1998/1999 al op 17-jarige leeftijd aan bod kwam. Uiteindelijk zou hij bij K. Lierse SK 117 wedstrijden spelen, waarin hij 32 doelpunten wist te maken. Huysegems werd een vaste waarde bij K. Lierse SK, en groeide uit tot een groot talent in de Eerste Klasse. Diverse grote buitenlandse clubs waren in de Belg geïnteresseerd, maar Huysegems koos in 2004 voor het ambitieuze AZ.

### Nederlands avontuur
Met AZ maakte Huysegems een succesvolle periode door, waarmee in 2005 de halve finale van de UEFA Cup werd bereikt en AZ in 2006 vicekampioen werd van de Eredivisie. In drie seizoenen bij AZ scoorde de Belg negentienmaal in 94 wedstrijden.
In de zomer van 2006 werd Huysegems aangetrokken door Feyenoord, dat in hem een vervanger zag van Salomon Kalou. Hij tekende een 4-jarig contract bij de Rotterdamse volksclub. Na een moeizaam begin in een 4-4-2 systeem raakte hij uit de gratie bij trainer Erwin Koeman, maar werd later een vaste kracht in het 4-3-3 systeem. Hier liet hij zijn waarde zien door in zes wedstrijden vier keer te scoren in de UEFA-Cup en in de competitie. Toch liet Feyenoord hem weten dat hij mocht vertrekken, zodra interessante clubs zich meldden voor de diensten van Huysegems. Na interesse van Roda JC, Club Brugge en Borussia Mönchengladbach wilde ook FC Twente de Belgische aanvaller losweken bij Feyenoord. Hij tekende op 3 juli 2007 een contract dat hem tot 2010 aan FC Twente bond.

### KRC Genk
Op 16 januari 2009 verhuisde Stein Huysegems naar KRC Genk waar hij een contract tot 2013 ondertekende en het nummer 17 koos. KRC Genk betaalde 1 miljoen euro voor hem. Hij maakte zijn debuut in de gewonnen wedstrijd tegen Sporting Lokeren. Zijn eerste goal maakte hij in de gewonnen wedstrijd tegen Club Brugge. In zijn eerste halve seizoen bij KRC Genk speelde hij uiteindelijk 15 wedstrijden waarin hij 3 goals maakte. Hij won dat seizoen ook de Beker van België. In het daaropvolgende seizoen kwam hij, mede door een blessure, maar aan 17 wedstrijden zonder te scoren. Het seizoen daarna speelde hij nog 1 wedstrijd voor KRC Genk maar werd daarna, in de zomer van 2010, nog uitgeleend aan Roda JC. Hier speelde hij 13 wedstrijden waarin hij 1 doelpunt scoorde. In het daaropvolgende seizoen liet KRC Genk zijn contract ontbinden.

### Terugkeer naar Lierse
Op 3 september 2011 tekende hij een eenjarig contract bij zijn ex-club K. Lierse SK. Hij maakte zijn debuut voor K. Lierse SK tegen Sint-Truiden VV. Zijn eerste goal maakte hij in de bekerwedstrijd tegen zijn ex-club KRC Genk. Zijn eerste competitiegoal maakte hij tegen RAEC Mons. Hij kwam dat seizoen in totaal aan 18 wedstrijden waarin hij 1 goal maakte.

### Wellington Phoenix
Voor het seizoen 2012-2013 tekende hij een contract bij het Nieuw-Zeelandse Wellington Phoenix dat uitkomt in de Australische A-League. Hij koos er voor het rugnummer 10. Hij maakte zijn debuut voor de club in de wedstrijd tegen Sydney FC waarin hij ook meteen zijn eerste goal maakte. In deze wedstrijd maakte ook Alessandro Del Piero zijn debuut voor tegenstander Sydney FC. In totaal kwam hij dat seizoen aan 22 wedstrijden waarin hij 5 goals maakte.

## Clubstatistieken
| seizoen | club               | land      | competitie         | duels | goals |
| ------- | ------------------ | --------- | ------------------ | ----- | ----- |
| 1998/99 | K. Lierse SK       | België    | Eerste Klasse      | 3     | 0     |
| 1999/00 | K. Lierse SK       | België    | Eerste Klasse      | 26    | 4     |
| 2000/01 | K. Lierse SK       | België    | Eerste Klasse      | 24    | 1     |
| 2001/02 | K. Lierse SK       | België    | Eerste Klasse      | 27    | 10    |
| 2002/03 | K. Lierse SK       | België    | Eerste Klasse      | 33    | 16    |
| 2003/04 | K. Lierse SK       | België    | Eerste Klasse      | 4     | 1     |
| 2003/04 | AZ                 | Nederland | Eredivisie         | 29    | 5     |
| 2004/05 | AZ                 | Nederland | Eredivisie         | 33    | 7     |
| 2005/06 | AZ                 | Nederland | Eredivisie         | 32    | 7     |
| 2006/07 | Feyenoord          | Nederland | Eredivisie         | 22    | 6     |
| 2007/08 | FC Twente          | Nederland | Eredivisie         | 27    | 5     |
| 2008/09 | FC Twente          | Nederland | Eredivisie         | 12    | 1     |
| 2008/09 | KRC Genk           | België    | Jupiler Pro League | 15    | 3     |
| 2009/10 | KRC Genk           | België    | Jupiler Pro League | 9     | 0     |
| 2009/10 | KRC Genk           | België    | Play-Off II B      | 7     | 0     |
| 2010/11 | KRC Genk           | België    | Jupiler Pro League | 1     | 0     |
| 2010/11 | → Roda JC          | Nederland | Eredivisie         | 13    | 1     |
| 2011/12 | K. Lierse SK       | België    | Jupiler Pro League | 18    | 1     |
| 2012/13 | Wellington Phoenix | Australië | A-League           | 22    | 5     |
| 2013/14 | Wellington Phoenix | Australië | A-League           | 26    | 10    |
| 2014/15 | KFC Dessel Sport   | België    | Tweede klasse      | 8     | 4     |
| 2015/16 | KFC Dessel Sport   | België    | Tweede klasse      | 17    | 5     |
| Totaal  | Totaal             | Totaal    | Totaal             | 408   | 92    |

## Palmares
| Nationaal          |    |            |
| Belgische Supercup | 2x | 2000, 2012 |
| Beker van België   | 2x | 1999, 2009 |

## Internationaal
Hij kwam van 2004 tot 2009 uit voor de Rode Duivels waarin hij 15 interlands speelde. Zijn eerste interland was op 9 oktober 2004 in de WK kwalificatiewedstrijd tegen Spanje toen hij in de 75ste minuut inviel voor Mbo Mpenza. Zijn laatste interland speelde hij op 31 mei 2009 op de Kirin Cup tegen Japan toen hij in de 62ste minuut inviel voor Geoffrey Mujangi Bia. Hij doorliep ook alle jeugdploegen van België van België U15 tot en met België U21 en speelde bij elke ploeg minstens 1 wedstrijd.